# Dyé
Dyé este o comună franceză situată în departamentul Yonne, în regiunea Bourgogne-Franche-Comté.

## Geografie

### Comune limitrofe
| Carisey | Flogny-la-Chapelle | Bernouil |
| Méré    |                    |          |
| Maligny | Collan             | Vézannes |

### Climă
În 2010, clima comunei era de tip oceanic degradat al câmpiilor din Centru și Nord, conform unui studiu al CNRS bazat pe date colectate între 1971 și 2000. În 2020, Météo-France a publicat o tipologie actualizată a climei din Franța metropolitană, în care comuna este clasificată cu un climat oceanic alterat și se află în regiunea climatică Lorena, platoul Langres, Morvan, caracterizată prin ierni aspre (1,5 °C), vânturi moderate și ceață frecventă în toamnă și iarnă.
Pentru perioada 1971-2000, temperatura anuală medie este de 10,7 °C, cu o amplitudine termică anuală de 15,5 °C. Cumulul anual mediu de precipitații este de 825 mm, cu 12,6 zile de precipitații în ianuarie și 8,1 zile în iulie. Pentru perioada 1991-2020, temperatura medie anuală observată la stația meteorologică Météo-France cea mai apropiată, situată în comuna Ligny-le-Châtel la 8 km distanță în linie dreaptă, este de 11,5 °C, iar cantitatea medie anuală de precipitații este de 772,9 mm.
Pentru viitor, parametrii climatici estimati pentru comună, pentru anul 2050, conform diferitelor scenarii de emisii de gaze cu efect de seră, pot fi consultati pe un site dedicat publicat de Météo-France în noiembrie 2022.

## Urbanism

### Tipologie
La 1 ianuarie 2024, Dyé este clasificată drept comună rurală cu habitat dispersat, conform noii grile comunale de densitate pe șapte niveluri definită de INSEE (Institutul Național de Statistică și Studii Economice) în 2022. Aceasta este situată în afara unităților urbane și nu se află sub influența unei zone metropolitane urbane.

### Utilizarea terenului
Utilizarea terenurilor în comună, conform bazei de date europene privind ocuparea biogeofizică a solurilor Corine Land Cover (CLC), este marcată de predominanța terenurilor agricole (75,8 % în 2018), o proporție identică cu cea din 1990 (75,8 %). Distribuția detaliată în 2018 este următoarea: terenuri arabile (69,4 %), păduri (22,5 %), zone agricole eterogene (5,4 %), zone urbanizate (1,7 %), pajiști (1 %). Evoluția ocupării terenurilor în comună și a infrastructurilor sale poate fi observată pe diferitele reprezentări cartografice ale teritoriului: harta Cassini (secolul XVIII), harta de stat-major (1820-1866) și hărțile sau fotografiile aeriene ale IGN pentru perioada actuală (1950 până în prezent).

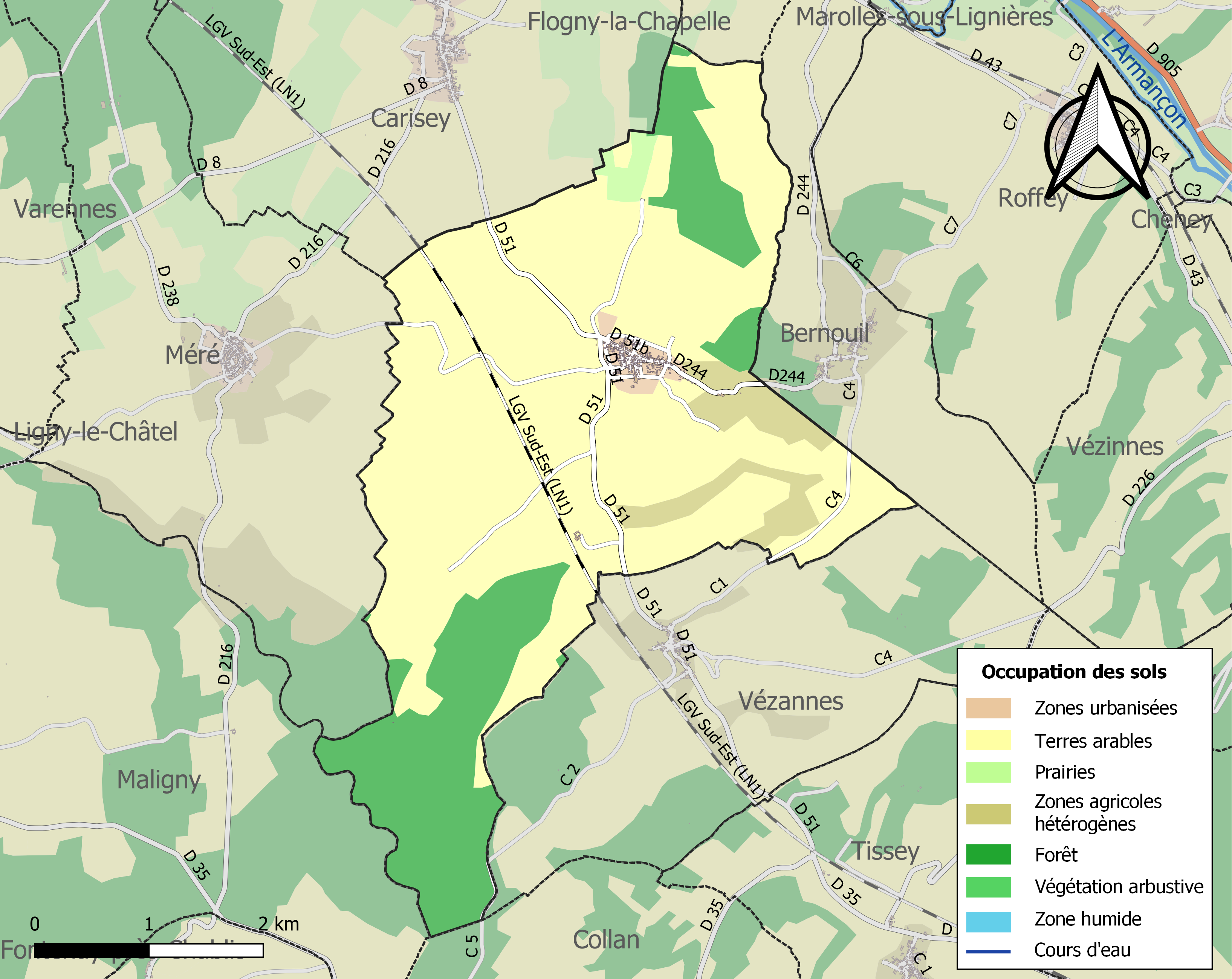
Harta infrastructurii și utilizării terenului a comunei în 2018 (CLC).

## Istorie
Prioratul Saint-Maur din Dyé, care aparținea abației Saint-Benoît-sur-Loire, este menționat încă din secolul al X-lea.

## Populația și societatea

### Date demografice
Evoluția numărului de locuitori este cunoscută prin recensămintele populației efectuate în comună începând din 1793. Pentru comunele cu mai puțin de 10 000 de locuitori, un recensământ al întregii populații este realizat la fiecare cinci ani, populațiile legale pentru anii intermediari fiind estimate prin interpolare sau extrapolare.
În 2022, comuna număra 188 locuitori, în scădere cu -9,62 % față de 2016 (Yonne: -1,95 %, Franța fără Mayotte: +2,11 %).
| An        | 1793 | 1821 | 1841 | 1851 | 1876 | 1886 | 1901 | 1921 | 1936 | 1962 | 1982 | 2006 | 2014 | 2022 |
| --------- | ---- | ---- | ---- | ---- | ---- | ---- | ---- | ---- | ---- | ---- | ---- | ---- | ---- | ---- |
| Populație | 372  | 415  | 430  | 478  | 437  | 403  | 365  | 293  | 240  | 243  | 163  | 178  | 202  | 188  |